# Сімоне Едера
Сімоне Едера (італ. Simone Edera, нар. 9 січня 1997, Турин) — італійський футболіст, нападник. Грав за молодіжну збірну Італії.

## Клубна кар'єра
Народився 9 січня 1997 року в Турині. Вихованець футбольної школи місцевого «Торіно». Дорослу футбольну кар'єру розпочав в основній команді того ж клубу, за яку в сезоні 2015/16 провів дві гри. 
Наступного сезону на умовах оренди грав за третьолігові «Венецію» та «Парму».
Повернушись влітку 2017 року до «Торіно», почав отримувати більше ігрового часу, проте залишався здебільшого гравцем резерву. 
Протягом першої половини 2019 року був орендований «Болоньєю», після чого повернувся до «Торіно», де знову став резервним нападником команди. Пкршу половину 2021 року провів в оренді у друголіговій «Реджині», після чого знову перебував у складі «Торіно», проте в офіційних іграх участі не брав.
На початку 2023 року став гравцем третьолігового «Порденоне», однак за півроку залишив і цю команду.

## Виступи за збірні
2014 року дебютував у складі юнацької збірної Італії (U-18), загалом на юнацькому рівні взяв участь у 21 іграх, відзначившись 5 забитими голами.
2018 року залучався до складу молодіжної збірної Італії. На молодіжному рівні зіграв у 7 офіційних матчах, забив 3 голи.

## Статистика виступів

### Статистика клубних виступів
Станом на 18 липня 2023 року
| Сезон              | Команда            | Чемпіонат          | Чемпіонат | Чемпіонат | Національний кубок | Національний кубок | Національний кубок | Континентальні кубки | Континентальні кубки | Континентальні кубки | Інші змагання | Інші змагання | Інші змагання | Усього | Усього |
| Сезон              | Команда            | Ліга               | Ігор      | Голів     | Ліга               | Ігор               | Голів              | Ліга                 | Ігор                 | Голів                | Ліга          | Ігор          | Голів         | Ігор   | Голів  |
| ------------------ | ------------------ | ------------------ | --------- | --------- | ------------------ | ------------------ | ------------------ | -------------------- | -------------------- | -------------------- | ------------- | ------------- | ------------- | ------ | ------ |
| 2015–16            | «Торіно»           | A                  | 2         | 0         | КІ                 | 0                  | 0                  | -                    | -                    | -                    | -             | -             | -             | 2      | 0      |
| 2016-січ. 2017     | «Венеція»          | ЛП                 | 6         | 0         | КІ-ЛП              | 2                  | 0                  | -                    | -                    | -                    | -             | -             | -             | 8      | 0      |
| січ.-черв. 2017    | «Парма»            | ЛП                 | 8         | 1         | КІ-ЛП              | -                  | -                  | -                    | -                    | -                    | -             | -             | -             | 8      | 1      |
| 2017–18            | «Торіно»           | A                  | 14        | 1         | КІ                 | 3                  | 1                  | -                    | -                    | -                    | -             | -             | -             | 17     | 2      |
| 2018-січ. 2019     | «Торіно»           | A                  | 3         | 0         | КІ                 | 1                  | 1                  | -                    | -                    | -                    | -             | -             | -             | 4      | 1      |
| січ.-черв. 2019    | «Болонья»          | A                  | 4         | 0         | КІ                 | 0                  | 0                  | -                    | -                    | -                    | -             | -             | -             | 4      | 0      |
| 2019–20            | «Торіно»           | A                  | 13        | 1         | КІ                 | 0                  | 0                  | ЛЄ                   | 0                    | 0                    | -             | -             | -             | 13     | 1      |
| 2020–21            | «Торіно»           | A                  | 2         | 0         | КІ                 | 2                  | 0                  |                      | -                    | -                    | -             | -             | -             | 4      | 0      |
| січ.-черв. 2021    | «Реджина»          | B                  | 16        | 2         | КІ                 | 0                  | 0                  | -                    | -                    | -                    | -             | -             | -             | 16     | 2      |
| 2021–22            | «Торіно»           | A                  | 0         | 0         | КІ                 | 0                  | 0                  | -                    | -                    | -                    | -             | -             | -             | 0      | 0      |
| 2022-січ. 2023     | «Торіно»           | A                  | 0         | 0         | КІ                 | 0                  | 0                  | -                    | -                    | -                    | -             | -             | -             | 0      | 0      |
| Усього за «Торіно» | Усього за «Торіно» | Усього за «Торіно» | 34        | 2         |                    | 6                  | 2                  |                      | -                    | -                    |               | -             | -             | 40     | 4      |
| січ.-черв. 2023    | «Порденоне»        | C                  | 10        | 1         | КІ-C               | -                  | -                  | -                    | -                    | -                    | -             | -             | -             | 10     | 1      |
| Усього за кар'єру  | Усього за кар'єру  | Усього за кар'єру  | 78        | 6         |                    | 8                  | 2                  |                      | -                    | -                    |               | -             | -             | 86     | 8      |